# جکی میسون
جکی میسون (انگلیسی: Jackie Mason؛ زادهٔ ۹ ژوئن ۱۹۳۱-درگذشته ۲۴ ژوئیه ٢٠٢١) یک هنرپیشه و کمدین اهل ایالات متحده آمریکا بود.
وی برنده جوایزی همچون جایزه امی شده‌است.

## گزیده فیلمشناسی
از فیلم‌ها یا برنامه‌های تلویزیونی که وی در آن نقش داشته‌است می‌توان به آثار زیر اشاره کرد.
- درخواب‌فرورفته (۱۹۷۳)
- احمق (۱۹۷۹)
- تاریخ جهان، قسمت ۱ (۱۹۸۱)
- سیمپسون‌ها
- والدین نسبتاً عجیب و غریب (۲۰۰۳)
- راهنمای مسافران مجانی کهکشان (۲۰۰۵)
- ۳۰ راک (۲۰۰۷)